# Steinbach (Backnang)

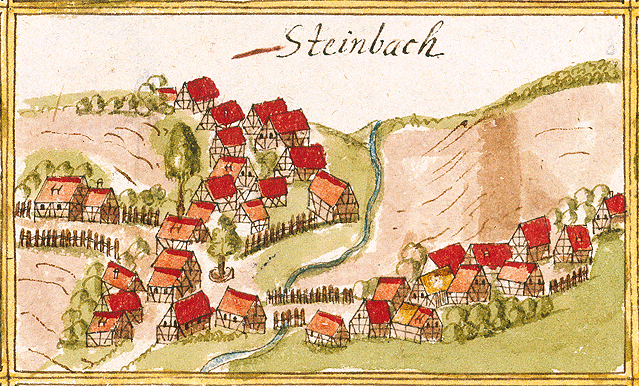
Steinbach auf einer Ansicht von Andreas Kieser (1686)

Steinbach ist ein Dorf im namengebenden Stadtteil von Backnang in Baden-Württemberg und liegt etwa 3 km nordöstlich des Stadtzentrums.

## Geographie
Steinbach liegt auf Backnanger Gemarkung in 236 bis 520 Meter Höhe am Fuße des Naturparks Schwäbisch-Fränkischer Wald und grenzt unmittelbar an die Nachbargemeinde Auenwald. Der tiefste Punkt befindet sich mit 236 m an der Murr, der höchste Punkt auf einem Höhenrücken des Murrhardter Waldes bei den Gewannen Floßhau und Wüstenberg auf 520 m. Durch Steinbach fließt der in Ortslage zum größten Teil verrohrte Bodenbach, ein Zufluss der Murr.
Südlich von Steinbach weist der Flurname Weiler auf eine Wüstung hin, von der ansonsten nichts mehr bekannt ist.

## Geschichte

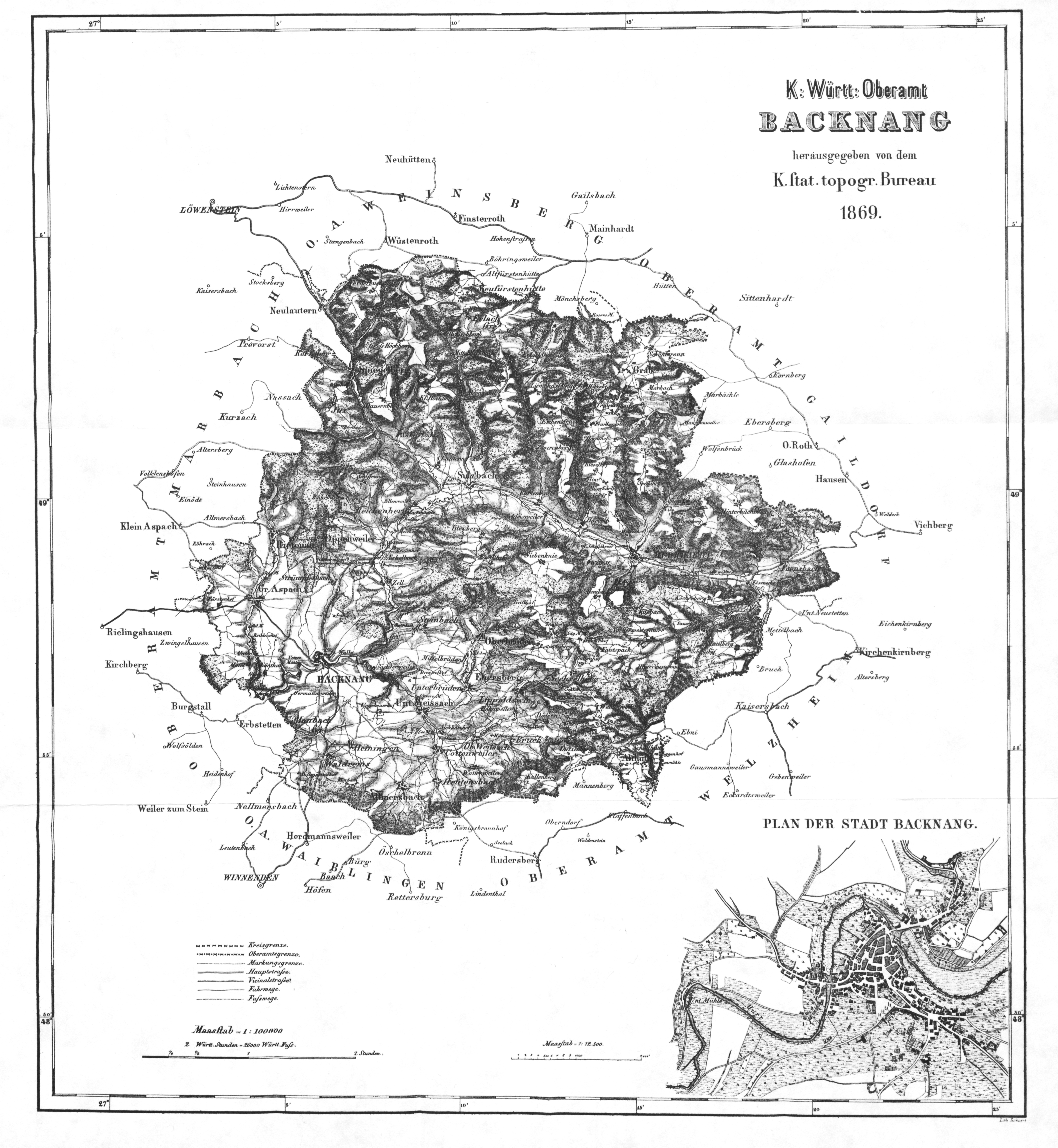
Oberamt Backnang, 1969

Spuren menschlichen Daseins aus jungsteinzeitlicher Zeit vor zirka 5000 bis 7000 Jahren fand man bei Strümpfelbach, Steinbach, Sachsenweiler und dem Seehof. Auch wenn der Flussname „Murr“ nachweisbar keltisch ist, konnten bisher weder Wohnplätze noch Kultanlagen aus dieser Zeit im Raum Backnang gefunden werden. Erst mit dem Bau des obergermanischen Limes in den Jahren 148/150 n. Chr. entstanden im Schutze der Militärstandorte auch zivile Siedlungen, deren Bevölkerung durch große bäuerliche Gehöfte („villae rusticae“) versorgt wurde. Auch auf Markung Steinbach (Gewann „Heidenfeld“) sollen im 19. Jahrhundert Grundmauern, Ziegel und Gefäßreste eines Gehöftes gefunden worden sein. Allerdings gingen alle Fundstücke bei Kriegsende 1945 verloren. Weiterhin befindet sich südöstlich des Ortes Richtung Oberbrüden in der Verlängerung der Langen Gasse ein tief eingeschnittener Hohlweg, dessen Entstehung wohl auf die Römer zurückzuführen ist.
Steinbach wurde 1368 erstmals urkundlich erwähnt, als das Stift Backnang hier Besitz erwarb. 1439 fiel der Ort an Württemberg. 1593 erschien der Ort als Stainbach auf einer Karte von Georg Gadner. 1686 erschien Steinbach im Forstlagerbuch von Andreas Kieser.
Administrativ gehörte die Gemeinde Steinbach zum Oberamt Backnang, im Zuge der Verwaltungsreform 1938 Landkreis Backnang genannt. Der Ort war somit 1806 bis 1918 Bestandteil des Königreichs Württemberg.
Der Weinbau in Steinbach war einst sehr bedeutend, ging aber durch die Reblaus und andere Schädlinge im 19. Jahrhundert ständig zurück und wurde durch den Obstbau verdrängt. Um 1870 gab es in Steinbach noch 40 Morgen Weinberge. Man pflanzte hauptsächlich Silvaner und Trollinger, aber auch etwas Riesling und Clevner. Die beste Weinlage Steinbachs soll der so genannte „Weiße Boden“ gewesen sein. Die Weine wurden meist nach Backnang verkauft. Der Weinbau verschwand während des Ersten Weltkriegs.
Nach dem Ersten Weltkrieg und dem Ende der württembergischen Monarchie 1908 wurde Steinbach ein Teil des freien Volksstaates Württemberg. 1941 wurde die bis dahin selbständige Gemeinde nach Backnang eingemeindet.
Steinbach war laut Karte „Beschreibung des Oberamt Backnang“ von 1869 im Westen angebunden mit Vicinalstraßen oberhalb des Ostufers der Murr, südwestlich über das Tal der Weissach und der im Mühlengebäude 1832 eingerichteten mechanischen Spinnerei „1 Stunde“ nach Backnang, nordwestlich über Zell und Aichelbach nach Oppenweiler. Die heutzutage wichtige Plattenwaldallee Kreisstraße 1897 gab es noch lange nicht, aber über die Murr ging ein von der Gemeinde zu unterhaltender hölzerner Steg. Friedrich von Dillenius wurde 1874 Ehrenbürger der Stadt Backnang, weil er sich für die Streckenführung der „Murrthalbahn“ über Backnang eingesetzt hatte. Dem Osthang entlang wurde die Bahnstrecke Waiblingen–Schwäbisch Hall-Hessental gebaut, dabei teils die Murr begradigt, und am 1878 eröffneten Murrbahn-Abschnitt Backnang–Murrhardt für Steinbach ein bzw. zwei inzwischen aufgegebene Bahnhaltepunkte eingerichtet. Der letzte Schienenbus auf der Murrbahn hielt am 22. Mai 1982 am „Haltepunkt Backnang-Spinnerei“, der 1912 für die zeitweise über 1000 Beschäftigten am Bahnübergang erbaut wurde, das Gebäude steht noch, gut 2 km Wegstrecke vom Steinbach entfernt. 
Dagegen wurde der für den Ort optimal platzierte „Haltepunkt Backnang-Steinbach“ Ende der 1970er komplett entfernt, bereits 1991 war bei Bahnstreckenkilometer 22,4 neben der K1897 nichts mehr von Bahnsteig oder Gebäude zu erkennen denn diese war für die zahlreichen Laster zur Mülldeponie Steinbach aus der Bachsenke heraus auf eine direkt neben der Bahnbrücke über Schreppenbach und Feldweg errichtete Straßenbrücke und 200 Meter Parallelverlauf neu trassiert worden, und 1993 bis zur B14 bei Unterstaigacker vor Oppenweiler ausgebaut worden damit die Müllwagen Backnang über die B14 im Norden umfahren, und anstatt die Stadt das Dorf Oppenweiler-Zell durchfahren. Das war 1997 bis 2032 vereinbart worden, wurde jüngst bis 2055 verlängert. 
Die Kreisstraße 1826 verläuft von der K1897 bis zum Ort in der Bodenbach-Senke, parallel dazu auf der Anhöhe nördlich des Bodenbaches die alte „Oppenweiler Straße“, die aus dem Ortskern heraus einen für damalige Fuhrwerke geeigneten Bogen um den Dorffriedhof herum beschreibt während ungeduldige Fußgänger die Wegstrecke auf gut 800 Meter abkürzen können, der Name „Bahnhofsweg“ erinnert heute noch an das ehemalige Ziel. Eine Wiedererrichtung des Haltepunkts Steinbach war 2001 vorgesehen für den Fall einer vom Verband Region Stuttgart erfolgreich verfolgten Verlängerung der Stuttgarter S-Bahnlinien S3 bzw. S4 bis Sulzbach oder Murrhardt. Dieser Ausbau ist im „Netz der Zukunft“ zurückgestellt da zunächst ein zweigleisiger Ausbau erforderlich wäre.

### Einwohnerentwicklung
- 1810: 437 Einwohner[11]
- 1828: 575 (davon 5 Katholiken)[12]
- 1887: 532 (davon 8 Katholiken)[13]

## Ortsentwicklung
Der ursprüngliche Dorfkern befand sich in der Talsohle. Der Ort hat drei größere Erweiterungschritte erfahren: Nach einer ersten Erweiterung nördlich des Altortes folgte in den 70er Jahren ein weiteres Neubaugebiet auf die sonnigen Südhänge und früheren Weinberge. Um die Jahrtausendwende erfolgte eine weitere Erweiterung des Dorfes Richtung Westen und im Anschluss die Bebauung des alten Häussermannschen Hofs im Ortskern, mit einem neuen Dorfplatz.

## Religion
Steinbach bildet mit dem Nachbarort Sachsenweiler die 1970 neugegründete Kirchengemeinde Sachsenweiler-Steinbach mit ca. 1350 Mitgliedern und gehört zum evangelischen Kirchenbezirk Backnang. Davor war Steinbach eine Filialgemeinde der Kirchengemeinde Backnang. Die evangelische Stephanuskirche wurde in den 1930er Jahren erbaut.
Steinbach gehört zur katholischen Gemeinde der Christkönigskirche in Backnang.

## Politik
Das Gebiet der 1941 eingegliederten Gemeinde Steinbach bildet eine Ortschaft im Sinne der baden-württembergischen Gemeindeordnung mit eigenem aus acht Mitgliedern bestehendem Ortschaftsrat.

### Schultheißen und Bürgermeister
Die Schultheißen waren zumeist wohlhabende und angesehene Landwirte, die man umgangssprachlich auch Bauraschultes (Bauernschultes) nannte. Erst 1930 wurde in Württemberg die Amtsbezeichnung Schultheiß durch Bürgermeister ersetzt.
Liste der Schultheißen (unvollständig, Amtszeiten teilweise unklar):
- um 1672: Jacob Layer[15]
- 1672–1675: Michael Ulmer[15]
- 1715: Johannes Ulmer[15]
- 1723: Jerg Stark[15]
- 1752: Jerg Adam Haag[15]
- 1768: Johann Michael Stark[15]
- 1790–1810: Michael Layer[15]
- 1810–1828: Matthäus Kübler[11][15]
- 1828: Sanzenbacher[12]
- 1829–1833: Johann Georg Furch[15]
- 1848: Johannes Layer[15]
- 1848–1851: Johann Georg Layer[15]
- 1851: Johannes Layer[15]
- 1887: Layer[13]
- 1900: Johannes Föll[15]
- 1933: Gustav Adolf Bürkle[15]
- 1933–1945: Hermann Frey (zeitweise in Personalunion mit Oberbrüden)[15]

## Vereinsleben
- Akkordeon-Ring Steinbach e. V.: Der Akkordeonring wurde 1956 aus einer Harmonikaspielgruppe heraus gegründet.[16]
- club junges europa backnang e. V. – cje: Der club junges europa (cje) wurde im Jahr 1966 als einer der ersten unabhängigen Kulturvereine im Raum Backnang gegründet. Er verwirklichte den damals aufkommenden europäischen Gedanken in seinen Hauptzielen: Durch persönliche Kontakte und Begegnungen zur Völkerverständigung und zum Aufbau von Toleranz im vereinten Europa beizutragen. Der Verein zählt heute 850 Mitglieder, welche in ganz Deutschland und im benachbarten Ausland leben. Im Hochsommer findet jedes zweite Jahr auf dem ehemaligen Schulhof der „Höflestreff“ mit Musik, Kabarett, Speisen und Getränken statt.[17]
- Liederkranz Backnang-Steinbach e. V.: Der Verein wurde 1906 mit 40 Aktiven und 18 passiven Mitglieder als Männerchor ins Leben gerufen.[18]
- SV Steinbach 1920: Der Sportverein wurde im Jahre 1920 mit der Abteilung Fußball gegründet. An der Versammlung beteiligten sich 25 junge Leute. Schon im Jahre 1956 konnte man mit dem Turnsport ein zweites sportliches Standbein ins Leben rufen. Es gab eine Frauen- und Kinderabteilung. Heute zählt der Verein ca. 750 Mitglieder.[19]

Der Obst- und Gartenbauverein Backnang feiert seit 1979 jedes Jahr beim Backhaus („Backhäusle“) im Dorfzentrum das traditionelle Salzkuchenfest, zu dem viele Besucher aus der Region nach Steinbach kommen.